# Amber (Oklahoma)
Amber is een plaats (town) in de Amerikaanse staat Oklahoma, en valt bestuurlijk gezien onder Grady County.

## Demografie
Bij de volkstelling in 2000 werd het aantal inwoners vastgesteld op 490.
In 2006 is het aantal inwoners door het United States Census Bureau geschat op 530, een stijging van 40 (8,2%).

## Geografie
Volgens het United States Census Bureau beslaat de plaats een oppervlakte van
10,2 km², geheel bestaande uit land.

## Plaatsen in de nabije omgeving
De onderstaande figuur toont nabijgelegen plaatsen in een straal van 24 km rond Amber.